# Multioppia ghiljarovi
Multioppia ghiljarovi är en kvalsterart som först beskrevs av Kulijev 1962.  Multioppia ghiljarovi ingår i släktet Multioppia och familjen Oppiidae. Inga underarter finns listade i Catalogue of Life.